# Shīshār
Shīshār är en ort i Iran.   Den ligger i provinsen Gilan, i den nordvästra delen av landet, 290 km nordväst om huvudstaden Teheran. Shīshār ligger 432 meter över havet och antalet invånare är 165.
Terrängen runt Shīshār är lite bergig. Runt Shīshār är det ganska glesbefolkat, med 45 invånare per kvadratkilometer. Närmaste större samhälle är Reẕvānshahr, 9,2 km nordost om Shīshār. I omgivningarna runt Shīshār växer i huvudsak blandskog.